# KHAD
La Khadamat-e Aetla'at-e Dawlati (pashto/persiano 'خدمات اطلاعات دولتی', tradotto direttamente come "Agenzia di Intelligence Statale", ma letteralmente "Servizio Informazioni di Stato"), maggiormente nota con l'acronimo KHAD (o KhAD), fu la principale agenzia di sicurezza e agenzia d'intelligence dell'Afghanistan, utilizzata anche come polizia segreta durante l'occupazione sovietica. Successore dell'AGSA ("Dipartimento per Salvaguardia degli Interessi dell'Afghanistan") e del KAM, il KHAD fu nominalmente parte dello stato afghano, essendo fermamente sotto il controllo del KGB sovietico fino al 1989. Nel gennaio 1986 modificò status divenendo ufficialmente nota come "Ministero per Sicurezza dello Stato" (Wizarat-i Amaniyyat-i Dawlati, o WAD).

## Direttori del KHAD ed i loro predecessori
| No. | Organizzazione | Direttore           | In carica       | Left office      | Partito Politico |
| --- | -------------- | ------------------- | --------------- | ---------------- | ---------------- |
| 01a | AGSA           | Assadullah Sarwari  | aprile 1978     | settembre 1979   | PDPA – Khalq     |
| 02  | KAM            | Asadullah Amin      | settembre 1979  | dicembre 1979    | PDPA – Khalq     |
| 03  | KhAD           | Mohammad Najibullah | 11 gennaio 1980 | 21 novembre 1985 | PDPA – Parcham   |
| 04  | KhAD-WAD       | Ghulam Faruq Yaqubi | 6 dicembre 1985 | 16 aprile 1992   | PDPA – Parcham   |
| 05  | WAD            | Osman Sultani       | 16 aprile 1992  | 28 aprile 1992   | PDPA – Parcham   |
| 06  | WAD            | Generale Hesamuddin | aprile 1992     | dicembre 2004    | Fronte Unito     |